# LGBT-ideologiefreie Zone

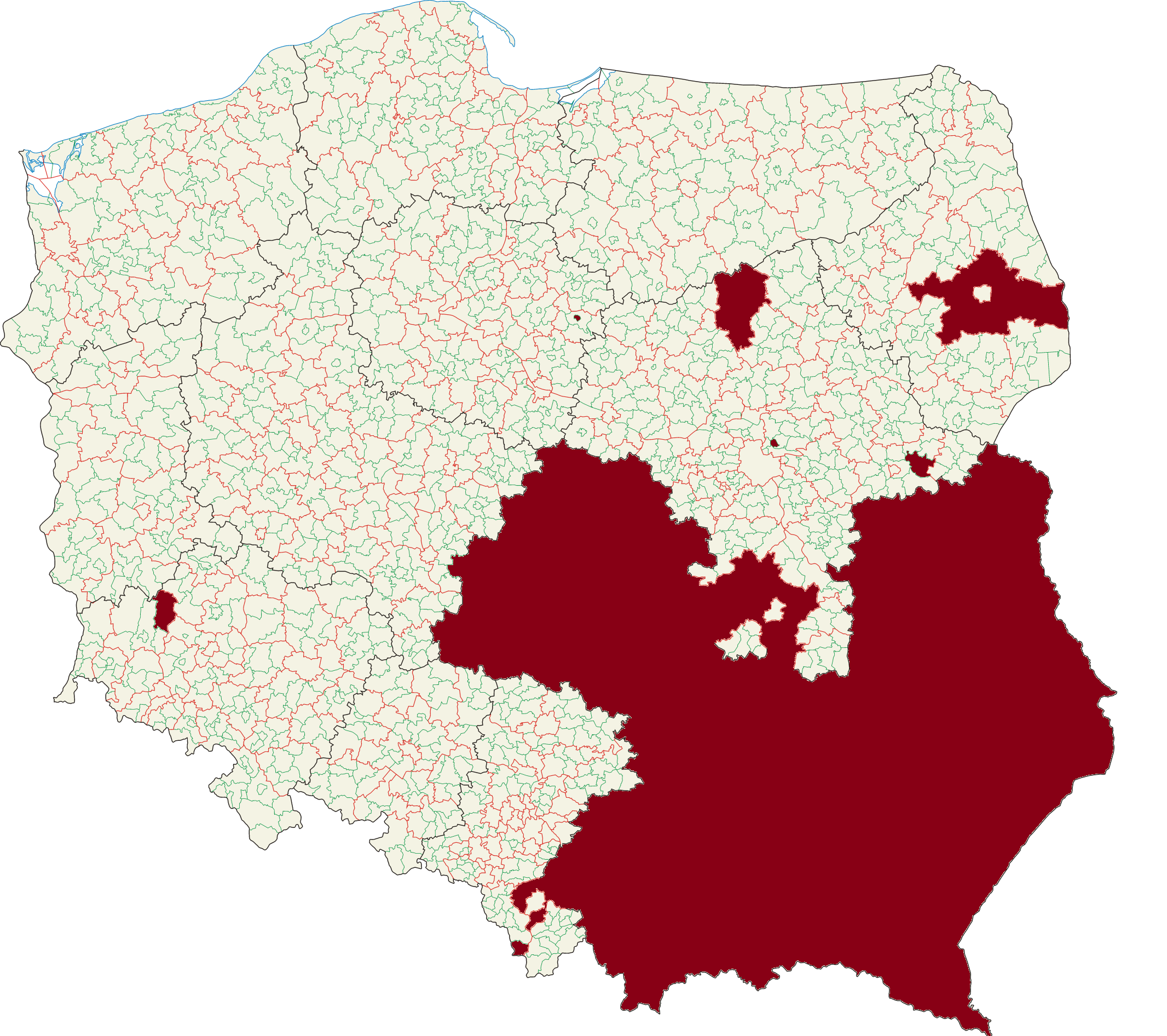
Karte von Polen mit Regionen, die die Charta unterzeichnet haben (Stand Januar 2020, rot markiert).

Eine sogenannte LGBT-ideologiefreie Zone (polnisch Strefa wolna od ideologii LGBT), auch als „LGBT-freie Zone“ bezeichnet, war von 2019 bis April 2025 eine Region, die von einer polnischen Gemeinde, einem Powiat (Landkreis) oder einer Woiwodschaft (einer Provinz) als „frei von LGBT-Ideologie“ deklariert wurde. Viele der Deklarationen verwenden als Vorlage die Kommunale Charta der Rechte von Familien, die auch in deutscher Übersetzung vorliegt. Die Ereignisse wurden als Teil der Anti-Gender-Bewegungen in Europa gesehen.
Auch wenn diese Zonen juristisch nicht durchsetzbar seien, LGBT keine Ideologie sei und die Deklaration in erster Linie symbolisch zu sehen sei, stelle diese LGBT-Aktivisten zufolge den Versuch dar, die LGBT-Gemeinschaft zu stigmatisieren und auszuschließen. Bis Januar 2020 wurden in Polen etwa 80 verschiedene Erklärungen der Charta abgegeben, darunter vier Woiwodschaften im Südosten und im Zentrum des Landes: Kleinpolen, Karpatenvorland, Heiligkreuz und Lublin.
Am 18. Dezember 2019 stimmte das Europäische Parlament mit 463 zu 107 Stimmen für eine Verurteilung dieser Zonen.
Die Kombination aus rechtlichem, finanziellem und gesellschaftlichem Druck führte dazu, dass die letzten dieser diskriminierenden Regelungen im April 2025 aufgehoben wurden.

## Hintergrund

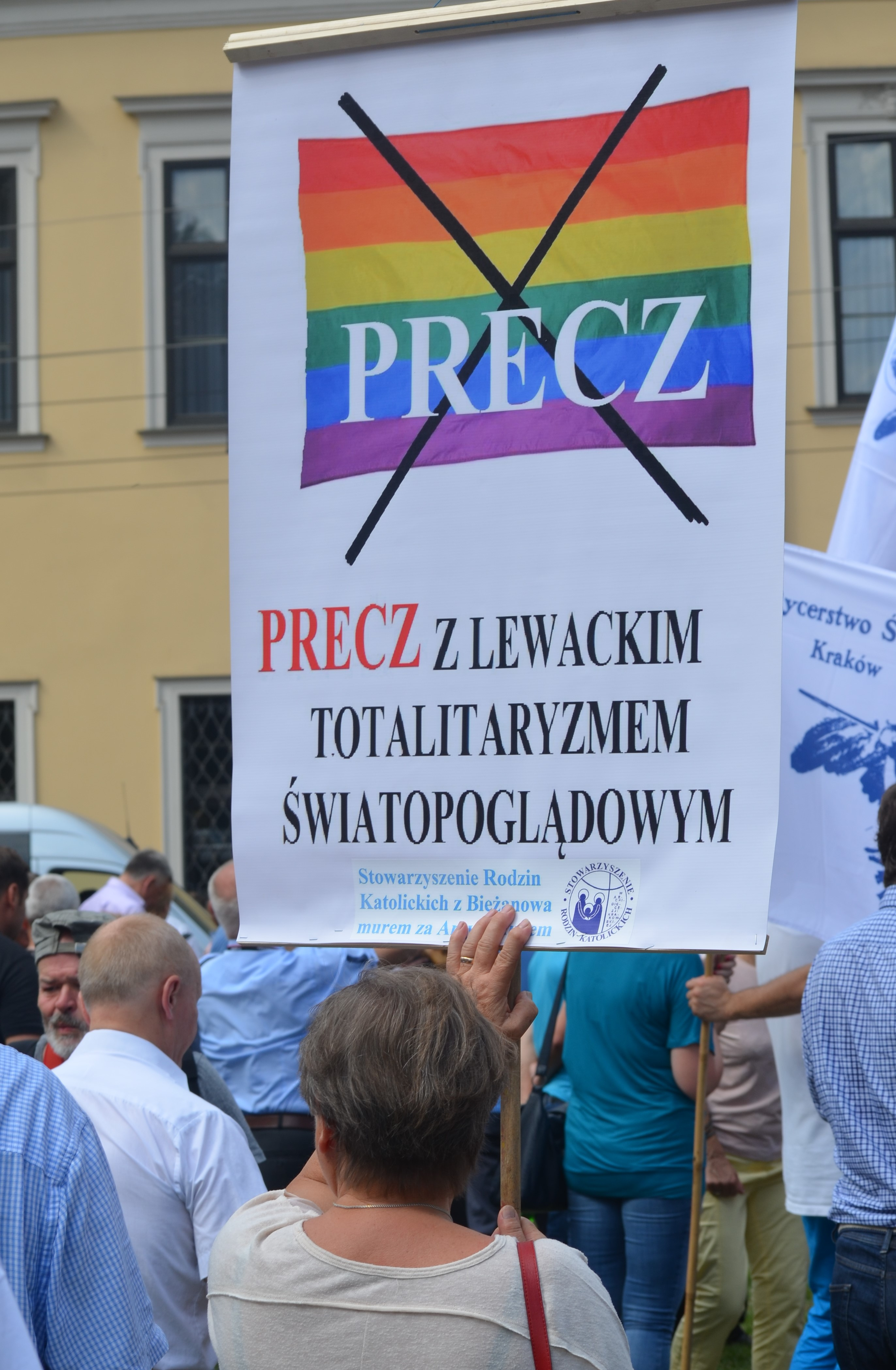
Demonstration für Erzbischof Marek Jędraszewski. Auf dem Schild steht: „Weg mit linkem weltanschaulichen Totalitarismus“. Die Regenbogenflagge ist d.gestrichen, darüber das Wort „precz“ (dt. etwa „weg“, „raus“).

Im Februar 2019 unterzeichnete Warschaus liberaler Bürgermeister Rafał Trzaskowski eine Erklärung zur Unterstützung der LGBTQ-Rechte und kündigte seine Absicht an, die Richtlinien der Weltgesundheitsorganisation zu befolgen und LGBT-Themen in die Sexualerziehungslehrpläne der Warschauer Schulen zu integrieren. Politiker der Partei PiS lehnen das Sexualerziehungsprogramm mit der Begründung ab, es würde Kinder sexualisieren. Der Parteivorsitzende der PiS Jarosław Kaczyński reagierte auf die Erklärung und nannte die Rechte der LGBT „einen Import“, der Polen bedrohe. Die Erklärung hat konservative Politiker und konservative Medien in Polen laut The Daily Telegraph „aufgestachelt und mobilisiert“. Die Proklamation „LGBT-ideologiefreier Zonen“ gilt als eine Reaktion auf die Warschauer Erklärung.
Laut Daily Telegraph befürchtet das konservative Establishment einen liberalen Übergang, der die Macht der katholischen Kirche in Polen auf ähnliche Weise untergraben könnte wie die Vorfälle in der irischen katholischen Kirche. Sinkende Kirchenbesuche, zunehmende Säkularisierung und Missbrauchskandale haben die konservative Position unter Druck gesetzt.
Im Mai 2019 verhaftete die polnische Polizei die Bürgerrechtsaktivistin Elżbieta Podleśna, nachdem sie Plakate der Schwarzen Madonna von Tschenstochau mit Heiligenschein in Regenbogenfarben verbreitet hatte, wegen Beleidigung religiöser Gefühle, was in Polen illegal ist. Ebenfalls im Mai, zwei Wochen vor den Wahlen des Europäischen Parlament, wurde ein Dokumentarfilm über sexuellen Kindesmissbrauch in der Kirche online veröffentlicht. Der Dokumentarfilm sollte die kirchennahe PiS bei den Wahlen verletzen, was den PiS-Vorsitzenden Kaczyński zu Auslassungen darüber veranlasste, wie die polnische Nation und die Kinder von „abweichenden ausländischen Ideen“ angegriffen würden, was konservative Wähler dazu veranlasste, sich um die PiS zu scharen. Laut der feministischen Wissenschaftlerin Agnieszka Graff „wurde der Angriff auf LGBT durch die Warschauer Erklärung ausgelöst, aber das war nur eine willkommene Ausrede“, da die PiS versuche, die ländlich-traditionelle Bevölkerung zu umwerben und einen Sündenbock als Ersatz für die Migranten brauchte.
Im August 2019 sagte der Erzbischof von Krakau, Marek Jędraszewski, in einer Predigt zum Gedenken an den Warschauer Aufstand, dass die „LGBT-Ideologie“ wie eine „Regenbogenseuche“ sei. Nicht lange danach simulierte eine Dragqueen seine Ermordung auf der Bühne.
Ab 2019 „erfordert offenes Schwulsein in Polens Kleinstädten und ländlichen Gebieten aufgrund der Bemühungen der polnischen Behörden und der katholischen Kirche zunehmende körperliche und geistige Stärke“, so der Telegraph. Die öffentliche Wahrnehmung ist jedoch toleranter gegenüber Schwulen geworden. Im Jahr 2001 gaben 41 Prozent der befragten Polen an, dass „Schwulsein nicht normal ist und nicht toleriert werden sollte“, während dies 2017 nur 24 Prozent der Befragten behaupteten. Der Aussage „Schwulsein ist normal“ stimmten im Jahr 2001 5 Prozent, 2017 16 Prozent zu.

## Deklarationen
„LGBT-Ideologie“-freie Zonen werden von polnischen Gemeinden,  Landkreisen, und Woiwodschaften ausgerufen und, als Reaktion auf die Warschauer Deklaration, als „frei von ‚LGBT-Ideologie‘“ bezeichnet. Obwohl sie nicht durchsetzbar sind, halten Aktivisten dies für Versuche, die örtlichen LGBT-Gemeinschaft aus dem gesellschaftlichen Leben auszugrenzen. Die Aktivistin Olga Kaczorek nannte die Erklärungen „eine Erklärung, die besagt, dass eine bestimmte Art von Menschen dort nicht willkommen ist“.
Im März 2019 verabschiedete die Stadt Świdnik in Ostpolen eine Resolution, in der die „LGBT-Ideologie“ abgelehnt wurde.
Bis August 2019 wurden in Polen etwa 30 verschiedene LGBT-Ideologiefreie Zonen erklärt, darunter vier Woiwodschaften im Südosten des Landes: Kleinpolen, Karpatenvorland, Heiligkreuz und Woiwodschaft Lublin. Diese vier Woiwodschaften bilden den „historisch-konservativen“ Teil Polens.
Zu den Landkreisen, die diese Maßnahmen ergriffen haben, gehören der Powiat Białystok, der Powiat Jarosław, der Powiat Lesko, der Powiat Lubaczów, der Powiat Mielec, der Powiat Puławy, der Powiat Ryki, der Powiat Świdnik, der Powiat Tarnów und der Powiat Zamość.
Im September 2021 nahmen vier von fünf Woiwodschaften aufgrund des finanziellen Drucks der EU-Kommission die Maßnahmen wieder zurück.

## Verhalten von Regierung und Kabinettsmitgliedern
Im Vorfeld der polnischen Parlamentswahlen 2015 hatte die regierende Partei PiS eine ablehnende Haltung gegenüber außereuropäischen Migranten eingenommen und nach Einschätzung von Michał Bilewicz, einem Forscher der Universität Warschau, unter anderem damit die Wahlen gewonnen. Nach dem Höhepunkt und mit dem Abflauen der Europäischen Flüchtlingskrise habe sich der Fokus der Ablehnung auf das Thema LGBT als vermeintlich weitere Bedrohung aus dem Ausland gerichtet. Der Parteivorsitzende der PiS Jarosław Kaczyński rügte im Jahr 2019 die Pro-LGBTQ-Erklärung des Warschauer Bürgermeisters als „Angriff auf Familie und Kinder“ und bezeichnete LGBTQ als „importierte“ Ideologie.
Nachdem der Krakauer Erzbischof Marek Jędraszewski in einer Predigt Anfang August 2019 die „LGBT-Ideologie“ als „Regenbogenseuche“ bezeichnet hatte, dankte Kaczyński ihm wenig später öffentlich auf einer Wahlkampfveranstaltung für seine „unzweideutigen Worte“.
Im Juni 2019 ordnete Justizminister Zbigniew Ziobro, Vorsitzender der Partei Solidarna Polska, eine Untersuchung von Ikea an, nachdem das Unternehmen einen Mitarbeiter entlassen hatte, der homophobe Äußerungen getätigt hatte.

## Sticker

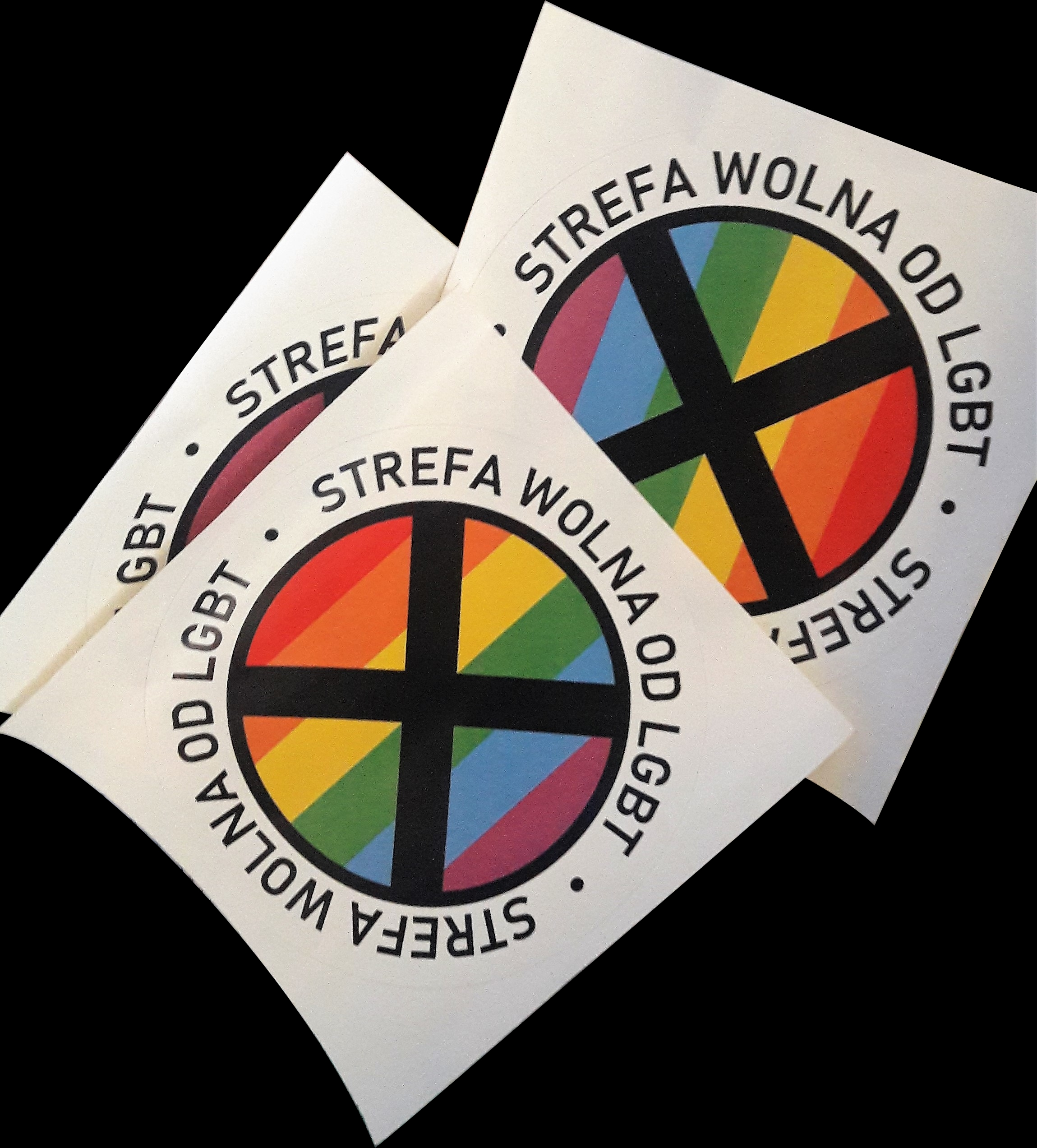
„LGBT-freie Zone“-Aufkleber, verteilt von der Gazeta Polska

Die konservative Zeitung Gazeta Polska gab „LGBT-freie Zone“-Aufkleber an die Leser heraus. Die polnische Opposition und Diplomaten, darunter die US-Botschafterin in Polen Georgette Mosbacher, verurteilten die Aufkleber. Der Chefredakteur der Zeitung, Tomasz Sakiewicz, antwortete auf die Kritik: „Was hier geschieht, ist der beste Beweis dafür, dass LGBT eine totalitäre Ideologie ist.“
Das Warschauer Bezirksgericht ordnete an, dass die Verteilung der Aufkleber bis zum Abschluss eines Gerichtsverfahrens eingestellt werden sollte. Der Herausgeber der Gazeta Polska wies das Urteil jedoch mit den Worten ab, es handele sich um „gefälschte Nachrichten“ und „Zensur“, und erklärte, dass die Zeitung die Verteilung der Aufkleber fortsetzen werde. Die Gazeta Polska setzte die Verteilung der Aufkleber fort, änderte jedoch das Abziehbild so, dass es nun „LGBT-ideologiefreie Zone“ heißt.

Im Juli weigerte sich die polnische Medienkette Empik, die größte des Landes, die Gazeta Polska nach der Herausgabe der Sticker im Angebot zu führen. Im August 2019 wurde eine für den 24. Oktober in der Carnegie Hall in New York geplante Show der amerikanischen „Gazeta Polska Community“ abgesagt, nachdem Beschwerden über Anti-LGBT-Beziehungen dazu führten, dass sich Künstler aus der Show zurückzogen.

## Demonstrationen

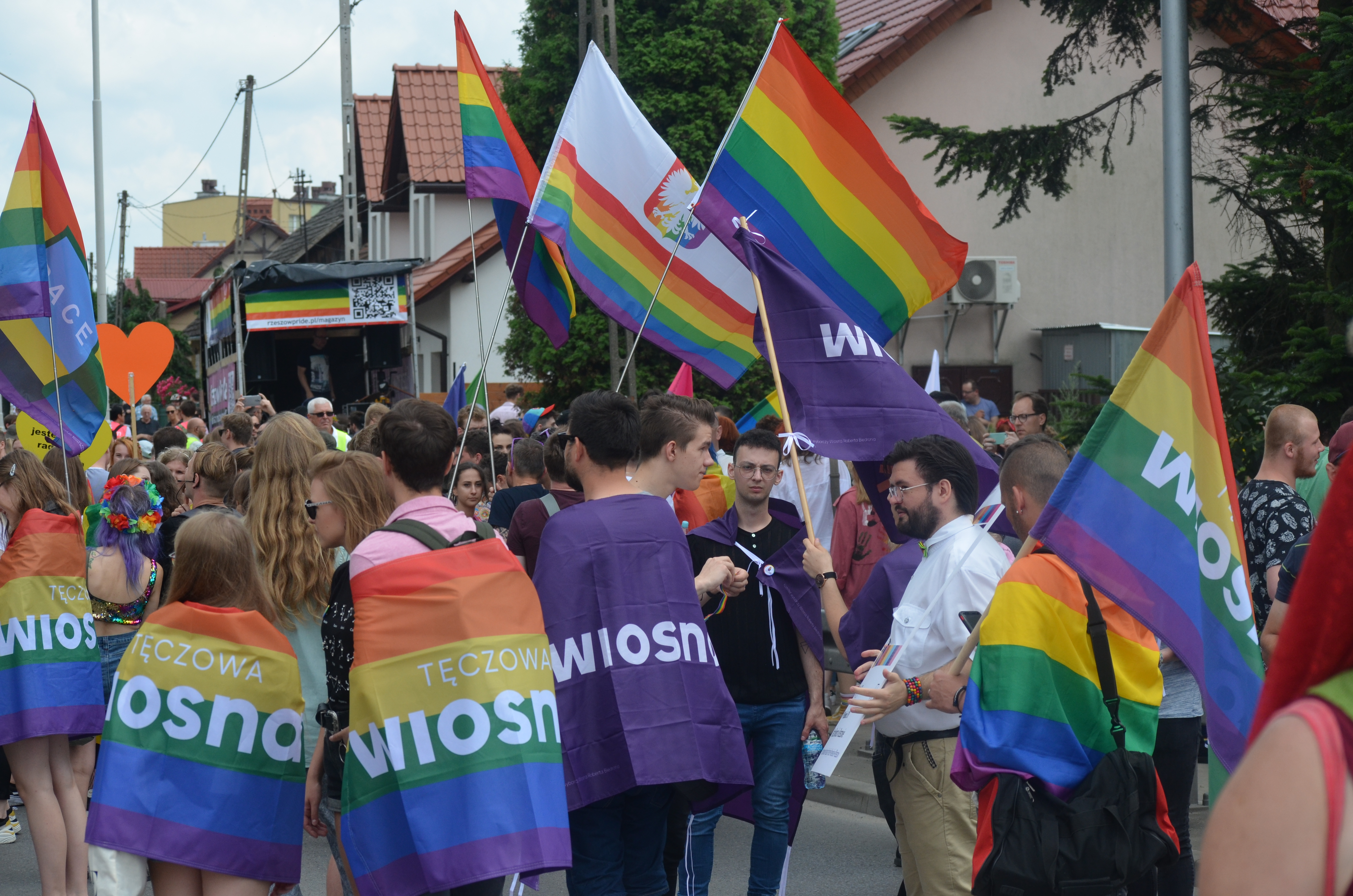
Der equality march im Juni 2019 in Rzeszów (dem Pendant zum deutschen CSD).

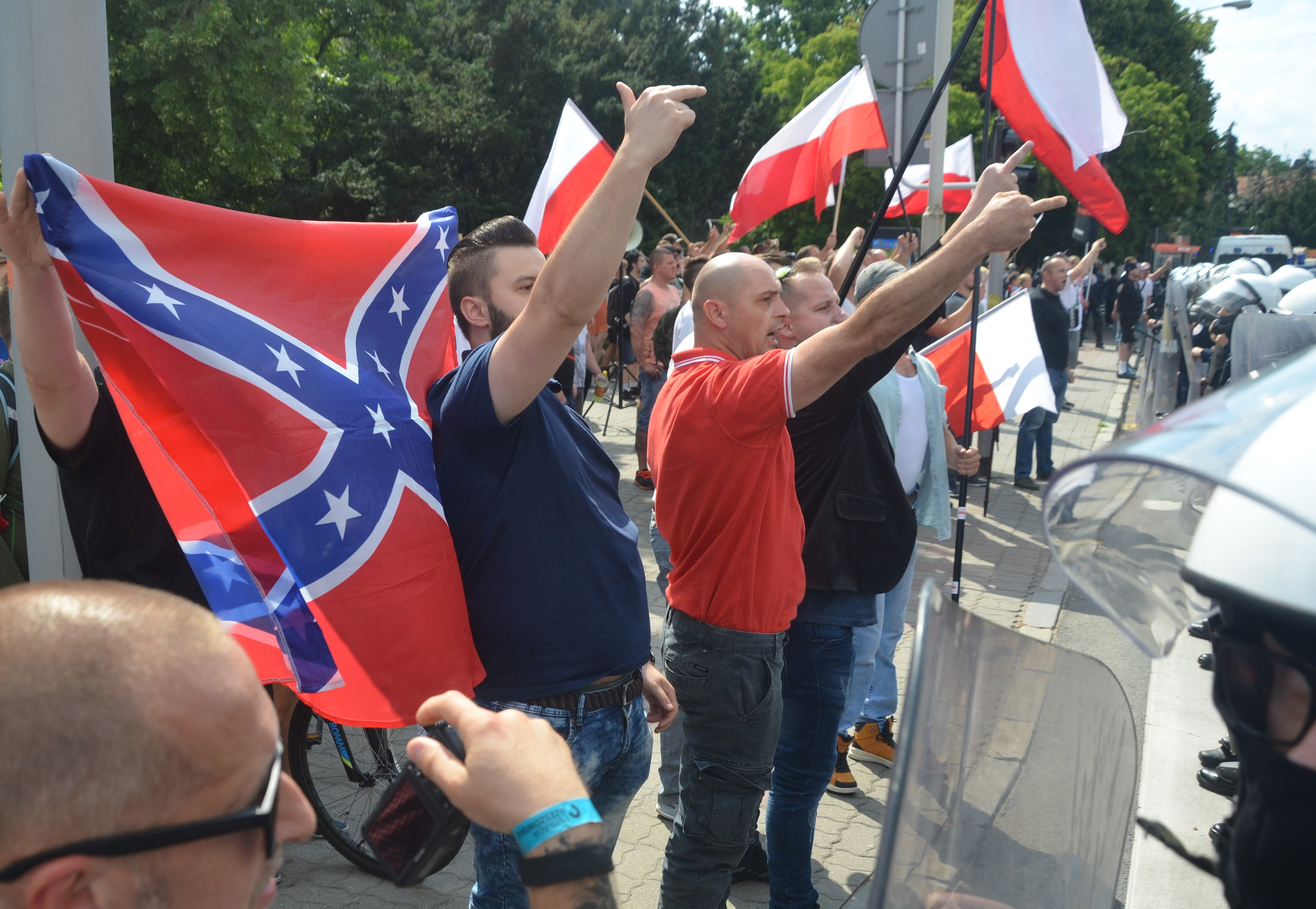
Polnische Ultranationalisten protestieren im Juni 2019 in Rzeszów gegen den equality march

Nachdem LGBT-Aktivisten in Rzeszów einen Antrag zur Durchführung einer Gay Pride (ähnlich dem deutschen CSD) gestellt hatten, entwarfen die PiS-Ratsmitglieder eine Resolution, um Rzeszów zu einer „LGBT-freien Zone“ zu machen und die Veranstaltung selbst zu verbieten. Etwa 29 Anträge auf Gegendemonstrationen erreichten das Rathaus, was Stadtpräsident Tadeusz Ferenc von der oppositionellen Demokratischen Linksallianz dazu veranlasste, den Marsch aus Sicherheitsgründen zu verbieten. Das Verbot wurde dann durch einen Gerichtsbeschluss aufgehoben. Die PiS-Ratsmitglieder schlugen eine Resolution vor, die die „LGBT-Ideologie“ verbot, die mit nur zwei Stimmen abgelehnt wurde.
Nach den gewalttätigen Ereignissen beim ersten Pride in Białystok im Juli 2019, bei dem etwa tausend Demonstranten tausenden rechtsextremen Gruppen und Ultra-Fußballfans gegenüber standen und es zu gewalttätigen Angriffen kam, und den Aufklebern der Gazeta Polska, fand am 23. Juli 2019 in Danzig eine Demonstration mit dem Slogan „zonenfreie Zone“ (polnisch: Strefa wolna od stref) für mehr Toleranz statt. In Łódź fand eine Demonstration unter dem Slogan „hassfreie Zone“ (polnisch: Strefa wolna od nienawiści) statt und linke Politiker verteilten „Hassfreie Zone“-Aufkleber.

## Gerichtsverfahren
Im Juli 2020 erklärten zwei polnische Bezirksgerichte kommunale Erlasse in den Dörfern Istebna in der Woiwodschaft Schlesien und Klwów in der Woiwodschaft Masowien für ungültig und hoben „LGBT-freie Zonen“ in diesen Orten auf. Die Urteile können noch angefochten werden und haben zunächst keine Auswirkungen auf die anderen Beschlüsse.

## Ablehnung kommunaler Förderanträge durch die EU
Im Juli 2020 betonte EU-Kommissionschefin Ursula von der Leyen die Gleichstellung sexueller Minderheiten und begründete, warum mehrere finanzielle Förderanträge polnischer Kommunen wegen der LGBT-ideologiefreien Zonen seitens der EU in den vorangehenden Monaten abgelehnt wurden.

## Reaktionen

### Unterstützung für die Deklarationen
Bożena Bieryło, eine PiS-Rätin im Bezirk Białystok, sagte, die Gesetzgebung in ihrem Bezirk sei aufgrund von LGBT-„Provokationen“ und „Forderungen“ nach Sexualkundeunterricht erforderlich.
Die PiS-Partei hat die lokalen Erklärungen unterstützt, auch indem ein PiS-Beamter in Lublin Medaillen an lokale Politiker überreichte, die die Erklärungen unterstützten.
2019 kündigte die Gazeta Polska Pläne an, Aufkleber mit der Aufschrift "LGBT-freie Zone" an ihre Leser zu verteilen. Die Gazeta Polska kündigte an, die Aufkleber, auf denen neben dem Slogan ein schwarzes Kreuz über einer Pride-Flagge abgebildet ist, mit zu verteilen. Am 25. Juli wies ein Bezirksgericht in Warschau die Wochenzeitung Gazeta Polska an, die Anti-LGBT-Aufkleber aus dem Verkehr zu ziehen. Der Herausgeber des Magazins wies das Urteil jedoch als "Fake News" und Zensur zurück und kündigte an, die Zeitung werde die Aufkleber weiterhin verbreiten. Die Gazeta Polska setzte den Vertrieb der Aufkleber fort, änderte jedoch die Aufschrift in "LGBT Ideologie-freie Zone".

### Kritik an den Deklarationen
Im Juli 2019 stellte der polnische Ombudsmann Adam Bodnar fest, dass „die Regierung homophobe Gefühle“ mit Bemerkungen „am Rande von Hassreden“ verstärke. Bodnar sei bereit für einen Einspruch beim polnischen Verwaltungsgericht gegen die Erklärungen, da sie laut Bodnar nicht nur politisch seien, sondern auch einen normativen Charakter hätten, der sich auf das Leben der Menschen in der erklärten Region auswirke.
Im Juli 2019 veröffentlichten der Warschauer Stadtrat Marek Szolc und die Polnische Gesellschaft für Antidiskriminierungsrecht (PTPA) ein Rechtsgutachten, das besagt, dass die Erklärungen zur LGBT-freien Zone Menschen stigmatisieren und ausschließen und, da sie gegen Artikel 32 der polnischen Verfassung verstoßen, der Gleichheit und Nichtdiskriminierung garantiert, somit illegal seien.
Im August 2019 erklärten mehrere Mitglieder der LGBT-Gemeinschaft, dass sie sich in Polen unsicher fühlten.
Die Razem-Partei gab an: „Erinnern Sie sich daran, wie die Rechten vor den so genannten [muslimischen] No-Go-Zonen Angst hatten? Dank desselben Rechts haben wir unsere eigenen No-Go Zones.“
Liberale Politiker, Medien sowie Menschenrechtsaktivisten haben die Erklärungen mit Erklärungen aus der Zeit des Nationalsozialismus verglichen, dass die Gebiete „judenfrei“ seien. Die italienische Zeitung La Repubblica nannte es „ein Konzept, das den Begriff ‚judenfrei‘ hervorruft“. Der Direktor der polnische Organisation Campaign Against Homophobia, Slava Melnyk, verglich die Erklärungen mit „1933, als es auch Zonen frei von einer bestimmten Gruppe von Menschen gab“. Der stellvertretende Bürgermeister Warschaus Paweł Rabiej twitterte: “The German fascists created zones free of Jews. Apartheid, of blacks”, dt. „Die deutschen Faschisten schufen judenfreie Zonen. Die Apartheid schwarzenfreie.“
Am 18. Dezember 2019 stimmte das Europäische Parlament (EP) mit 463 gegen 107 Stimmen für die Missbilligung der LGBT-freien Zonen in Polen. Es forderte „die polnischen Behörden auf, diese Handlungen zu verurteilen und alle Resolutionen, die die LGBT-Rechte angreifen, zu widerrufen“. Laut dem EP sind die Zonen Teil „eines breiteren Kontextes von Angriffen gegen die LGBT-Gemeinschaft in Polen, zu denen wachsende Hassreden von öffentlichen und gewählten Beamten und öffentlichen Medien sowie Angriffe auf Pride-Märsche und deren Verbote wie beispielsweise die Aktion ‚Regenbogen-Freitage‘ gehören“. Unter anderem die AfD wandte sich gegen diese Entscheidung. So beglückwünschte die AfD-Europaabgeordnete Christine Anderson die polnische Regierung dafür, „den Schutz unserer Kinder“ ernstzunehmen und sie vor einer „widerlichen linken, perversen Ideologie“ zu schützen. Zugleich stellte sie dar, homophob seien nur Muslime, nicht dagegen die „europäischen Völker“.
Im April 2020 schrieb der Lesben- und Schwulenverband in Deutschland einen offenen Brief an insgesamt über 300 deutsche Kommunen, die eine Partnerschaft mit polnischen Kommunen haben, und forderte sie, sofern sich eine Partnergemeinde der „Bewegung“ angeschlossen hat oder anschließen möchte, auf, die „Art der Zusammenarbeit“ zu überdenken. Die Stadt Schwerte setzte daraufhin am IDAHOBIT 2020 eine seit 1984 bestehende Partnerschaft mit der polnischen Stadt Nowy Sacz aus. Die Gemeinde Tarnów war Partnergemeinde des bayerischen Landkreises Pfaffenhofen an der Ilm. Da sich Tarnów 2019 zur „LGBT-freien Zone“ erklärte, wurde die Partnerschaft 2020 unterbrochen. Die lokale Kreistagsfraktion der AfD wandte sich gegen diese Aussetzung und bezeichnete sie als Einmischung „in innere Angelegenheiten des Landkreises Tarnów“.
Als Protest gegen die LGBTI-freien Zonen nahm das europäische Parlament im März 2021 eine Entschließung an, in der die gesamte EU als „LGBTIQ-Freiheitszone“ erklärt wurde. Darin forderten die Abgeordneten die Kommission ebenso dazu auf, „alle ihr zur Verfügung stehenden Instrumente“ zu nutzen, um die Grundrechte sexueller Minderheiten zu schützen. Genannt werden bspw. Vertragsverletzungsverfahren oder die Streichung von EU-Mitteln.

## Betroffene Gebiete
Polnische Städte, Gemeinden, Landkreise oder Provinzen, die eine Deklaration beschlossen haben.
| Körperschaft        | Deklaration                                           | abgestimmt |
| ------------------- | ----------------------------------------------------- | ---------- |
| Biała Podlaska      | ja                                                    | 18.06.2019 |
| Bukowina Tatrzańska | ja                                                    | 19.12.2019 |
| Dębica              | ja                                                    | 17.09.2019 |
| Gromadka            | ja                                                    | 27.11.2019 |
| Gromnik             | ja                                                    | 27.09.2019 |
| Istebna             | ja (im Juli 2020 durch Bezirksgericht aufgehoben)     | 02.09.2019 |
| Jedlnia-Letnisko    | ja                                                    | 23.10.2019 |
| Jordanów            | ja                                                    | 30.05.2019 |
| Klwów               | ja (im Juli 2020 durch Bezirksgericht aufgehoben)     | 17.06.2019 |
| Kobyłka             | ja                                                    | 21.10.2019 |
| Końskowola          | ja                                                    | 26.06.2019 |
| Kraśnik             | ja (im Mai 2021 wieder durch die Stadt aufgehoben)    | 30.05.2019 |
| Krzynowłoga Mała    | ja                                                    | 05.08.2019 |
| Lipinki             | ja                                                    | 12.04.2019 |
| Łopuszno            | ja                                                    | 28.06.2019 |
| Łososina Dolna      | ja                                                    | 30.05.2019 |
| Mełgiew             | ja                                                    | 27.03.2019 |
| Mielec              | ja                                                    | 26.09.2019 |
| Mordy               | ja                                                    | 29.03.2019 |
| Moszczenica         | ja                                                    | 08.10.2019 |
| Niebylec            | ja                                                    | 25.09.2019 |
| Niedrzwica Duża     | ja                                                    | 28.05.2019 |
| Nowa Dęba           | ja (Im Januar 2021 wieder durch die Stadt aufgehoben) | 26.07.2019 |
| Nowa Sarzyna        | ja                                                    | 28.10.2019 |
| Nowy Sącz           | ja                                                    | 19.11.2019 |
| Odrzywół            | ja                                                    | 30.01.2020 |
| Opole Lubelskie     | ja                                                    | 28.11.2019 |
| Osiek               | ja                                                    | 31.10.2019 |
| Ostrów Lubelski     | ja                                                    | 27.03.2019 |
| Potworów            | ja                                                    | 30.12.2019 |
| Przasnysz           | ja                                                    | 18.06.2019 |
| Przemyśl            | ja (im Mai 2021 wieder aufgehoben)                    | 26.08.2019 |
| Przeworsk           | ja                                                    | 26.06.2019 |
| Puławy              | ja                                                    | 30.05.2019 |
| Radzyń Podlaski     | ja                                                    | 17.05.2019 |
| Radzyń Podlaski     | ja                                                    | 22.05.2019 |
| Rypin               | ja                                                    | 23.10.2019 |
| Serniki             | ja                                                    | 21.06.2019 |
| Skierniewice        | ja                                                    | 27.09.2019 |
| Stary Sącz          | ja                                                    | 30.09.2019 |
| Świdnik             | ja                                                    | 28.03.2019 |
| Szczytniki          | ja                                                    | 09.05.2019 |
| Szerzyny            | ja                                                    | 04.06.2019 |
| Tomaszów Mazowiecki | ja                                                    | 31.10.2019 |
| Trzebieszów         | ja                                                    | 18.06.2019 |
| Tuchów              | ja                                                    | 29.05.2019 |
| Tuszów Narodowy     | ja                                                    | 29.03.2019 |
| Urzędów             | ja                                                    | 28.03.2019 |
| Wieluń              | ja                                                    | 17.07.2019 |
| Wilamowice          | ja                                                    | 30.10.2019 |
| Wilkołaz            | ja                                                    | 30.04.2019 |
| Żabno               | ja                                                    | 30.10.2019 |
| Zakrzówek           | ja                                                    | 08.05.2019 |
| Zamość              | ja                                                    | 26.08.2019 |
| Zarzecze            | ja                                                    | 25.07.2019 |

## Audio
- Polens homo- und transfeindlicher Kulturkampf Hass gegen Liebe, 52.52 Minuten, Feature von Lukasz Tomaszewski, Deutschlandfunk 21. Oktober 2022, Audio-Version